# Kraton (geologie)

Kratons op de verschillende continenten

Een kraton of rompgebergte is in de geologie een stuk zeer oude continentale aardkorst, dat al zeer lange tijd tektonisch "stabiel" is. Dat wil zeggen dat er de laatste ongeveer 1 miljard jaar geen grootschalige deformatie en metamorfose hebben plaatsgevonden, zoals het geval zou zijn bij orogenese (gebergtevorming). Kratons vormen geologisch gezien de kernen van continenten, waar de rest van het continent in de afgelopen miljard jaar is aangegroeid.
De oudste stabiele kratons zijn ongeveer 3 miljard jaar oud. Ze zijn daarmee gevormd in het Archeïcum. In de loop van het Proterozoïcum is het totale oppervlak van de continenten waarschijnlijk gegroeid tot ongeveer de huidige omvang. Kratons komen op sommige plekken ter wereld aan het oppervlak in de vorm van zogenaamde schilden, grote geologische structuren waar diep gesteente (de sokkel) aan het oppervlak ligt. De huidige continenten bevatten alle één of meerdere schilden, zoals het Guianaschild in Zuid-Amerika of het Canadees Schild in het continent Noord-Amerika. In Europa zijn het Baltisch Schild en het Oekraïens Schild onderdeel van hetzelfde kraton; het Oost-Europees Kraton.
Kratons zijn meestal opgebouwd uit groensteengordels en complexen van felsische intrusieve gesteenten (zogenaamde TTG complexen: Tonaliet-Trondhjemiet-Granodioriet). Opvallend is het veel voorkomen van diamanthoudende kimberlieten (een soort vulkanische pijpen).
De oudste gesteentes ter wereld, waaronder de zogenaamde Acasta Gneiss op het Canadees Schild, zijn rond de 3,8 miljard jaar oud. Op het Australische Pilbarakraton zijn zirkonen gevonden van nog veel hogere ouderdom (tot 4,3 miljard jaar), die doen vermoeden dat er in de tijd voor het ontstaan van de huidige kratons ook al continentale korst of in ieder geval sediment (en dus vloeibaar water) was, wat later vernietigd is.